# Arthur Coke Burnell

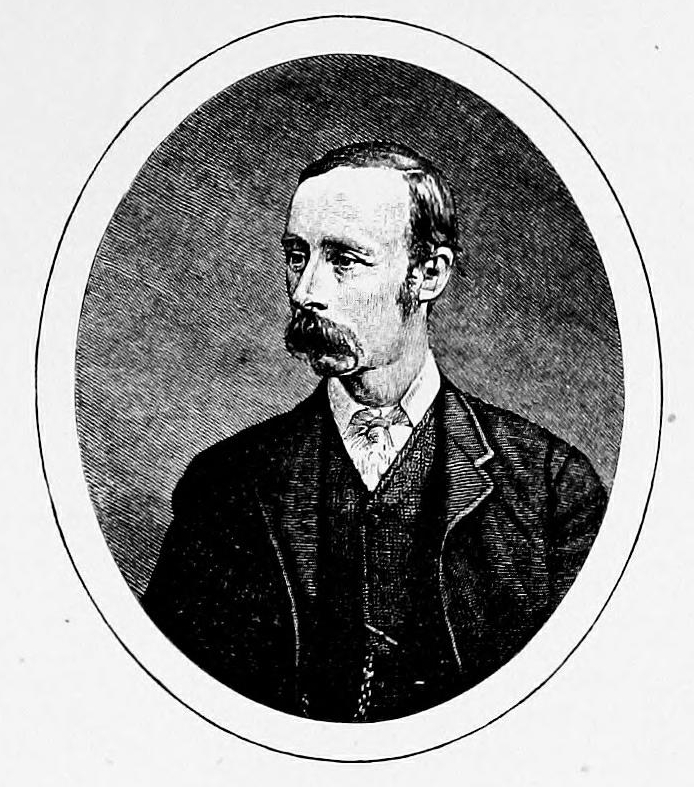
Arthur Coke Burnell

Arthur Coke Burnell, född 11 juli 1840 i S:t Briavel i grevskapet Gloucestershire, död 12 oktober 1882 i West Stratton, Hampshire, var en brittisk ämbetsman och indolog.
Burnell erhöll sin vetenskapliga uppfostran vid King's College i London, där bland andra dansken Fausböll inledde honom i studiet av indiska språk (huvudsakligen sanskrit). År 1860 blev han civilämbetsman i Madras och skötte domareämbete i olika trakter av Indien samt var till sist överdomare i Tanjur. Åren 1868-1869 gjorde han resor i Arabien, Egypten, Nubien med flera länder samt 1876 på Java för studium av resterna av den indiska kultur som funnits där. Försvagad hälsa gjorde att han var tvungen att återvända till England 1881, där han dog året därpå.
Burnell var en av de mest begåvade engelska indologer, som funnits. Bland hans viktigaste skrifter framhålls Elements of South Indian palaeography (1874), On the Aindra school of Sanskrit grammarians (1875). Inom den indiska litteraturen sysselsatte han sig mest med Brahmana till Samaveda. Dessutom skrev han en mängd smärre uppsatser (mest i "Indian Antiquary") över indiska inskrifter samt dialekter i Sydindien (mest dravidiska).
På den indiska rättslitteraturens område har Burnell utgivit viktiga arbeten. Efter hans död har Edward Washburn Hopkins utgivit hans översättning av Manava dharmashastra. The ordinances of Manu (1884). Rent av banbrytare på den indiska litteraturhistoriens område blev Burnell genom sin Classified index to the sanskrit manuscripts in the palace at Tanjore (3 band, 1879-80).